# Lee Garmes
Lee Dewey Garmes, född 27 maj 1898 i Peoria i Illinois, död 31 augusti 1978 i Los Angeles i Kalifornien, var en amerikansk filmfotograf och filmproducent. Han var gift med skådespelaren Ruth Hall från 1933 till hans död 1978.

## Filmfoto (i urval)
- 1930 – På kärlekens krigsstigar
- 1930 – Marocko
- 1931 – X-27
- 1932 – Shanghaiexpressen
- 1932 – Scarface – Chicagos siste gangster
- 1939 – Borta med vinden (ej krediterad)
- 1940 – Änglar över Broadway (även medregissör)
- 1942 – Djungelboken
- 1944 – Osynliga länkar
- 1945 – Kärleksbreven
- 1946 – Duell i solen
- 1947 – Här kommer en annan
- 1947 – Mardrömsgränden
- 1947 – En kvinnas hemlighet
- 1948 – Porträtt av Jennie (ej krediterad)
- 1949 – Fångad
- 1949 – The Fighting Kentuckian
- 1950 – Våldets lag
- 1951 – Polisstation 21
- 1952 – Rodeo
- 1955 – Faraos land
- 1955 – Skräckens timmar
- 1958 – I New Yorks djungel
- 1964 – Cellskräck
- 1966 – Full hand i Dodge City
- 1968 – Hur man räddar ett äktenskap... och själv trillar dit